# L'art de la felicitat
L'art de la felicitat (Riverhead, 1998, ISBN 1-57322-111-2 en la seva versió original) és un llibre escrit pel Dalai Lama i Howard Cutler, un psiquiatre, que planteja preguntes profundament al Dalai Lama. Cutler cita del Dalai Lama en profunditat, aportant el context i la descripció d'alguns detalls de la situació en la qual es va dur a terme les entrevistes, així com afegint les seves pròpies reflexions sobre les qüestions plantejades. El llibre explora la formació de la visió humana que altera la percepció.
Els preceptes bàsics que el Dalai Lama exposa són:
- El propòsit de la vida és la felicitat.
- La felicitat està més determinada per l'estat mental propi que per les condicions externes, les circumstàncies o els esdeveniments - quan les necessitats bàsiques per a sobreviure s'han aconseguit.
- La felicitat pot ser aconseguida a través d'un sistema sistemàtic d'entrenament dels nostres cors i les nostres ments, a través de la remodelació de les nostres actituds i perspectives.
- La clau de la felicitat està en les nostres pròpies mans.

## Edició en català
- L'art de la felicitat. Un missatge per a la vida quotidiana. Editorial Angle. Col·lecció Inspira. 2007. ISBN 84-96521-95-8